# Great Expectations (miniserie de 2011)
Great Expectations (en español Grandes esperanzas) es un exitoso drama de tres partes británico, que comenzó a ser emitido el 27 de diciembre de 2011 por la cadena BBC. La miniserie fue escrita por Sarah Phelps basándose en la novela de Charles Dickens Grandes esperanzas. 

## Historia
La serie cuenta la historia del convicto Abel Magwitch quien encuentra a Pip y se hacen amigos, de Miss Havisham, una mujer que no ha salido de su casa por años después de haber sido abandonada el día de su boda y su hija adoptiva, Estella, una joven que ha crecido en la comodidad y a la que nunca le ha faltado nada. Desde que se conocen Pip y Estella forman una fuerte relación, y más tarde de joven Pip se vuelve un caballero gracias a un benefactor misterioso.

## Personajes Principales[2]
| Actor            | Personaje           | Trabajo          | N.º de episodios | Temporada |
| ---------------- | ------------------- | ---------------- | ---------------- | --------- |
| Ray Winstone     | Abel Magwitch       | -                | 3                | 2011      |
| Gillian Anderson | Miss Havisham       | -                | 3                | 2011      |
| Douglas Booth    | Philip "Pip" Pirrip | -                | 3                | 2011      |
| Vanessa Kirby    | Estella             | -                | 3                | 2011      |
| David Suchet     | Jaggers             | -                | 3                | 2011      |
| Jack Roth        | Dolge Orlick        | Asistente de Joe | 3                | 2011      |
| Shaun Dooley     | Joe Gargery         | Tío de Pip       | 3                | 2011      |
| Paul Rhys        | Compeyson/Denby     | -                | 3                | 2011      |
| Mark Addy        | Pumblechook         | Tío de Joe       | 3                | 2011      |

### Personajes Recurrentes
| Actor               | Personaje                 | Empleo                   | Episodios | Duración |
| ------------------- | ------------------------- | ------------------------ | --------- | -------- |
| Harry Lloyd         | Herbert Pocket            | -                        | 2         | 2011     |
| Tom Burke           | Bentley Drummle           | -                        | 2         | 2011     |
| Paul Ritter         | John Wemmick              | Oficial Mayor de Jaggers | 2         | 2011     |
| Claire Rushbrook    | Mrs. Joe                  | Hermana de Pip           | 2         | 2011     |
| Frances Barber      | Mrs. Brandley             | -                        | 2         | 2011     |
| Susan Lynch         | Molly                     | -                        | 2         | 2011     |
| Perdita Weeks       | Clara                     | -                        | 2         | 2011     |
| Mary Roscoe         | Hannah                    | Mucama de Havisham       | 2         | 2011     |
| Steve Lately        | Mike                      | Empleado de Jaggers      | 2         | 2011     |
| Oscar Kennedy       | Pip (de joven)            | -                        | 1         | 2011     |
| Izzy Meikle-Small   | Estella (de joven)        | -                        | 1         | 2011     |
| Eros Vlahos         | Herbert Pocket (de joven) | -                        | 1         | 2011     |
| Andrew Bone         | Raymond Pocket            | Padre de Herbert         | 1         | 2011     |
| Abigail Bond        | Camilla Pocket            | Madre de Herbert         | 1         | 2011     |
| Charlie Creed-Miles | Sergeant                  | -                        | 1         | 2011     |
| Will Tudor          | -                         | Enamorado de Estella     | 1         | 2011     |
| Dave Legeno         | Borrit                    | Carcelero de Newgate     | 1         | 2011     |
| Michael Colga       | -                         | -                        | -         | 2011     |

## Episodios
La miniserie estuvo conformada por 3 episodios.
| # | Código | Título | Director   | Escritor     | Emisión                 |
| - | ------ | ------ | ---------- | ------------ | ----------------------- |
| 1 | 1      | -      | Brian Kirk | Sarah Phelps | 27 de diciembre de 2011 |
| 2 | 2      | -      | Brian Kirk | Sarah Phelps | 28 de diciembre de 2011 |
| 3 | 3      | -      | Brian Kirk | Sarah Phelps | 29 de diciembre de 2011 |

## Producción
La serie fue grabada en Holdenby House cerca de Northampton, para los exteriores de Satis House, el equipo de rodaje pasó cuatro días transformando el lugar, y otros dos para regresarlo a su forma original. Se utilizaron casi 80 toneladas de lodo, maleza y enredaderas para convertir la parte exterior de Holdenby en la desgastada Satis House.
Los interiores del Satis House fueron filmados en Langleybury Mansion, una antigua casa de campo y finca cerca de Watford, Hertfordshire.
El Gargery Forge fue construido en un terreno pantanoso al este de la aldea de Tollesbury, Essex, mientras que la iglesia del pueblo vista durante las primeras escenas de la serie fueron filmadas del St. Thomas, una iglesia de Beckett situada en la villa desierta de Kent, Fairfield en Romney Marsh.
Las escenas de Bentley Drummle con sus caballos, mientras Estella miraba por la ventana fueron filmadas en Osterley Park.
Los jardines del Old Royal Naval College en Greenwich fueron usados para la ubicación de la oficina de Jaggers y para el encuentro entre Compeyson y Orlick.